# Reakcja Sabatiera
Reakcja Sabatiera – reakcja chemiczna opracowana przez francuskiego chemika Paula Sabatiera, w której z dwutlenku węgla i wodoru otrzymuje się metan i wodę:
CO2 + 4H2 → CH4 + 2H2O
Najlepiej zachodzi w obecności katalizatora rutenowego, można stosować również z udziałem niklu lub tlenku glinu. Jest silnie egzotermiczna.

## Zastosowanie w instalacjach odnawialnych źródeł energii
Ze względu na uzależnienie produkcji energii ze źródeł odnawialnych od nieprzewidywalnych warunków pogodowych, nie stanowią one rozwiązań alternatywnych dla elektrowni węglowych czy też jądrowych. Duże wahania mocy uzyskiwanej z instalacji OZE zaburzają pracę całego systemu elektroenergetycznego (wpływają na jakość energii elektrycznej).
Reakcja Sabatiera jest postrzegana jako potencjalne rozwiązanie problemów związanych z magazynowaniem energii pochodzącej z: turbin wiatrowych, paneli fotowoltaicznych, elektrowni pływowych itp. Nadmiar mocy generowanej w okresach sprzyjających warunków, jest wykorzystywany do elektrolizy wody. Uzyskany wodór, po przetworzeniu w metan, podlega dalszym procesom. Gromadzenie energii w dużych zespołach akumulatorów jest bardzo kosztowne, podczas gdy metan uzyskiwany w omawianej reakcji, jest powszechnie spotkanym paliwem. Można go łatwo zagospodarować, podczas gdy gromadzenie czystego wodoru sprawia problemy natury technicznej (koszty, bezpieczeństwo). Energia zmagazynowana w gazie może zostać wykorzystana do zasilenia istniejących sieci gazowniczych, bądź ponownie przetworzona na energię elektryczną np. w kombinowanych układach parowo-gazowych lub (po pirolizie metanu do C i H2) w wodorowych ogniwach paliwowych. Przykładową instalacje do gromadzenia energii ze źródeł odnawialnych zaprezentowano w 2012 roku w Niemczech.

## Zastosowanie w eksploracji kosmosu
Reakcja Sabatiera jest również rozważana w kontekście eksploracji kosmosu. Podstawowym problemem z jakim spotykają się długoterminowe misje kosmiczne jest konieczność transportu na orbitę dużych ilości wody i zapewnienia odpowiednich parametrów powietrza wewnątrz statków czy stacji kosmicznych.
NASA w 2010 wysłała na Międzynarodowa Stację Kosmiczną testowy reaktor Sabatiera w celu zbadania przydatności takiego urządzenia do utylizacji dwutlenku węgla i odzyskiwania wody. Metan w takim przypadku jest traktowany jako produkt uboczny i usuwany ze stacji kosmicznej. Tracony wodór jest uzupełniany dostawami z Ziemi.
W przybliżeniu obieg ma postać:
2H2O → O2 + 2H2 → (oddychanie) → CO2 + 2H2 + 2H2 (dodatkowy) → 2H2O + CH4 (utylizowany)
Dla zamkniętego obiegu Sabatiera konieczna jest piroliza metanu
CH4 + ciepło → C + 2H2
Powstający w czasie pirolizy węgiel jest łatwy do usunięcia przez załogę w ramach rutynowych czynności eksploatacyjnych.
Jedną z głównych nadziei związanych z kosmicznym zastosowaniem reaktorów Sabatiera, jest wykorzystanie ich w czasie załogowej misji na Marsa.